# Прогресс (Самарская область)
Прогресс — посёлок в Хворостянском районе Самарской области, административный центр сельского поселения Прогресс.

## География
Находится на расстоянии примерно 8 километров по прямой на юг-юго-восток от районного центра села Хворостянка.

## История
В 1928 году в Хворостянском районе образован совхоз имени Масленикова. В середине 30-х годов среди степи было создано 6 отделение совхоза имени Масленикова. В 1956 году для увеличения мощности нефтепровода Куйбышев-Саратов было решено построить нефтеперекачивающую станцию в 10 км от Хворостянки рядом с 6-м отделением. Станцию назвали «Совхозная» (на землях совхоза имени Масленникова), а посёлок «Прогресс».

## Население
Постоянное население составляло 1101 человек (русские 87 %) в 2002 году, 1153 в 2010 году.